# 伊藤貴雄
伊藤 貴雄（いとう たかお、1973年 - ）は、日本の哲学者。専門は哲学・倫理学、思想史。創価大学文学部教授。博士（人文学）。

## 人物・経歴
1973年、熊本県生まれ。1996年、創価大学文学部人文学科卒業。2006年、創価大学大学院文学研究科人文学専攻博士後期課程修了。2015年、ヨハネス・グーテンベルク大学マインツショーペンハウアー研究所客員研究員。2016年、創価大学文学部教授。2024年、創価大学附属図書館館長に就任。
カント、ショーペンハウアーなどのドイツ哲学や、それらを受容した近代日本の思想家たちについて研究している。ゲーテ、シラー、ヘッセなどドイツ文学の翻訳、ベートーヴェン、シュリーマンなどドイツの歴史的人物に関する著述がある。
シュリーマンが幕末の八王子を訪問した史実をもとに地域おこしを手がけた。シュリーマンの八王子訪問記を翻訳した本も出している。
「ベートーヴェンと「歓喜の歌」展」（主催：創価大学、後援：駐日ドイツ大使館、八王子市教育委員会、2024年）の監修者を務めた。

## 著作

### 著書
- 『ショーペンハウアー兵役拒否の哲学：戦争・法・国家』晃洋書房、2014年
- 『哲学するベートーヴェン : カント宇宙論から《第九》へ』講談社選書メチエ、2025年

### 編著
- 『ヒューマニティーズの復興をめざして : 人間学への招待』（山岡政紀、蝶名林亮共編）勁草書房、2018年[11]
- 『Das neue Jahrhundert Schopenhauers : Akten des Internationalen Forschungsprojekts anlässlich des 200. Jubiläums von Die Welt als Wille und Vorstellung 2018-2020』（高橋陽一郎、竹内綱史共編）Königshausen & Neumann、2022年
- 『シュリーマンと八王子 : 「シルクのまち」に魅せられて』第三文明社、2022年
- 『創造的人間への道 : 人間学を道標として』（山岡政紀共編）第三文明社、2024年[12]

### 翻訳
- ヘルマン・ヘッセ『ヘッセ魂の手紙 : 思春期の苦しみから老年の輝きへ』（ヘルマン・ヘッセ研究会編・訳）毎日新聞社　1998年
- ヘルマン・ヘッセ『ヘルマン・ヘッセ全集〈4〉：車輪の下；物語集Ⅱ』（日本ヘルマン・ヘッセ友の会・研究会編・訳）臨川書店　2005年
- ヘルマン・ヘッセ『ヘルマン・ヘッセ エッセイ全集〈8〉：時代批評』（日本ヘルマン・ヘッセ友の会・研究会編・訳）臨川書店　2010年
- ゲーテ、シラー『ゲーテ=シラー往復書簡集〈上・下〉』（森淑仁、田中亮平、平山令二共訳）潮出版社　2016年